# Sony's Spider-Man Universe
Sony's Spider-Man Universe (SSU) je americká mediální franšíza a fikční svět, jehož hlavní částí je série celovečerních superhrdinských filmů produkovaná studiem Columbia Pictures ve spolupráci s Marvelem a distribuovaná společností Sony Pictures Releasing. Filmy jsou založeny na postavách nakladatelství Marvel Comics spojených s postavou Spider-Mana.
Práce na širším vesmíru, ve kterém by se objevily vedlejší postavy z komiksů o Spider-Manovi, začaly v prosinci 2013. Sony plánovalo, že k vytvoření několika filmových spin-offů zaměřujících se na Spider-Manovi záporky, jako je např. Venom, využije film Amazing Spider-Man 2 (2014). Po relativně kritickém a finančním neúspěchu filmu však od plánů opustilo. V únoru 2015 Sony oznámilo, že společně s Marvel Studios bude pracovat na budoucích filmech Spider-Manovi a jeho začlenění do světa Marvel Cinematic Universe (MCU). Díky této spolupráci vznikly filmy Spider-Man: Homecoming (2017), Spider-Man: Daleko od domova (2019) a Spider-Man: Bez domova (2021). Sony pak vytvořilo Venoma (2018) jako samostatný film, jenž začne vlastní vesmír. V roce 2019 vyjednalo Sony a Marvel Studios novou dohodu o vzájemném sdílení Spider-Mana a dalších postav mezi MCU a samostatnými filmy. Po Venomovi byl vydán film Venom 2: Carnage přichází (2021).
Společnost Sony má v plánu vytvořit řadu hraných filmů. V roce 2022 byl vydán Morbius, v roce 2024 Madam Web. V roce 2024 by pak měly mít premiéru filmy Lovec Kraven a Venom 3. Kromě toho Sony pracuje na několika dalších filmech, které jsou v různých fázích vývoje.
Mimo jiné společnost Sony Pictures Television vyvíjí několik seriálových adaptací, jež budou zasazeny ve stejném vesmíru; prvním takovým seriálem by se měla stát Spider-Noir. Sony dále vydalo animovaný film Spider-Man: Paralelní světy (2018), který představil myšlenku mnohovesmíru. Úspěch filmu vedl k vytvoření pokračování, první (2023) a druhé části, a spin-offu.

## Název
Sony oficiálně představilo nový fikční vesmír ze světa komiksů Marvel Comics spojených s postavou Spider-Mana v květnu 2017 pod názvem „Sony's Marvel Universe“. V srpnu 2018 byl vesmír interně nazýván jako „Sony's Universe of Marvel Characters“ (SUMC). V březnu 2019 jej prezentace společnosti Sony Pictures Entertainment označila jako „Sony Pictures Universe of Marvel Characters“ (SUMC); nato Sony potvrdilo, že se jedná o oficiální název jejich fikčního vesmíru. Název vycházel z filmů o Spider-Manovi od Marvel Studios, animovaných filmů ve Spider-Verse a dalších hraných adaptací postav Marvelu od Sony. Byl však široce kritizován a zesměšňován, a to zejména pro svou délku, kdy byl přirovnáván k jiným kratším názvům franšíz, jako je Marvel Cinematic Universe (MCU) a DC Extended Universe (DCEU). Byl také zesměšňován jeho akronym „SPUMC“. James Whitbrook z io9 se zeptal, proč nebyl použit termín „Spider-Verse“. Sanford Panitch, prezident společnosti Columbia Pictures, uvedl, že Sony nechtělo použít „Spider-Verse“ jako název svého fikčního vesmíru, protože termín obsahuje mnoho dalších postav přímo nesouvisejících se Spider-Manem. Navzdory tomu představilo Sony v srpnu 2021 franšízu pod názvem „Sony's Spider-Man Universe“ (SSU).

## Filmy
| Český název               | Původní název               | Datum vydání v USA | Režie           | Scénář                                                      | Produkce                                                                                 | Stav   |
| ------------------------- | --------------------------- | ------------------ | --------------- | ----------------------------------------------------------- | ---------------------------------------------------------------------------------------- | ------ |
| Venom                     | Venom                       | 5. října 2018      | Ruben Fleischer | Scott Rosenberg, Jeff Pinkner a Kelly Marcel                | Avi Arad, Matt Tolmach a Amy Pascal                                                      | vydáno |
| Venom 2: Carnage přichází | Venom: Let There Be Carnage | 1. října 2021      | Andy Serkis     | Kelly Marcel                                                | Avi Arad, Matt Tolmach, Amy Pascal, Kelly Marcel, Tom Hardy a Hutch Parker               | vydáno |
| Morbius                   | Morbius                     | 1. dubna 2022      | Daniel Espinosa | Matt Sazama a Burk Sharpless                                | Avi Arad, Matt Tolmach a Lucas Foster                                                    | vydáno |
| Madam Web                 | Madame Web                  | 14. února 2024     | S. J. Clarkson  | Matt Sazama, Burk Sharpless, Claire Parker a S. J. Clarkson | Lorenzo di Bonaventura                                                                   | vydáno |
| Venom: Poslední tanec     | Venom: The Last Dance       | 8. listopadu 2024  | Kelly Marcel    | Kelly Marcel                                                | Avi Arad, Matt Tolmach, Amy Pascal, Hutch Parker, Jonathan Cavendish a Angus More Gordon | vydáno |
| Lovec Kraven              | Kraven the Hunter           | 13. prosince 2024  | J. C. Chandor   | Art Marcum, Matt Holloway a Richard Wenk                    | Avi Arad, Matt Tolmach a Amy Pascal                                                      | vydáno |

### Venom(2018)

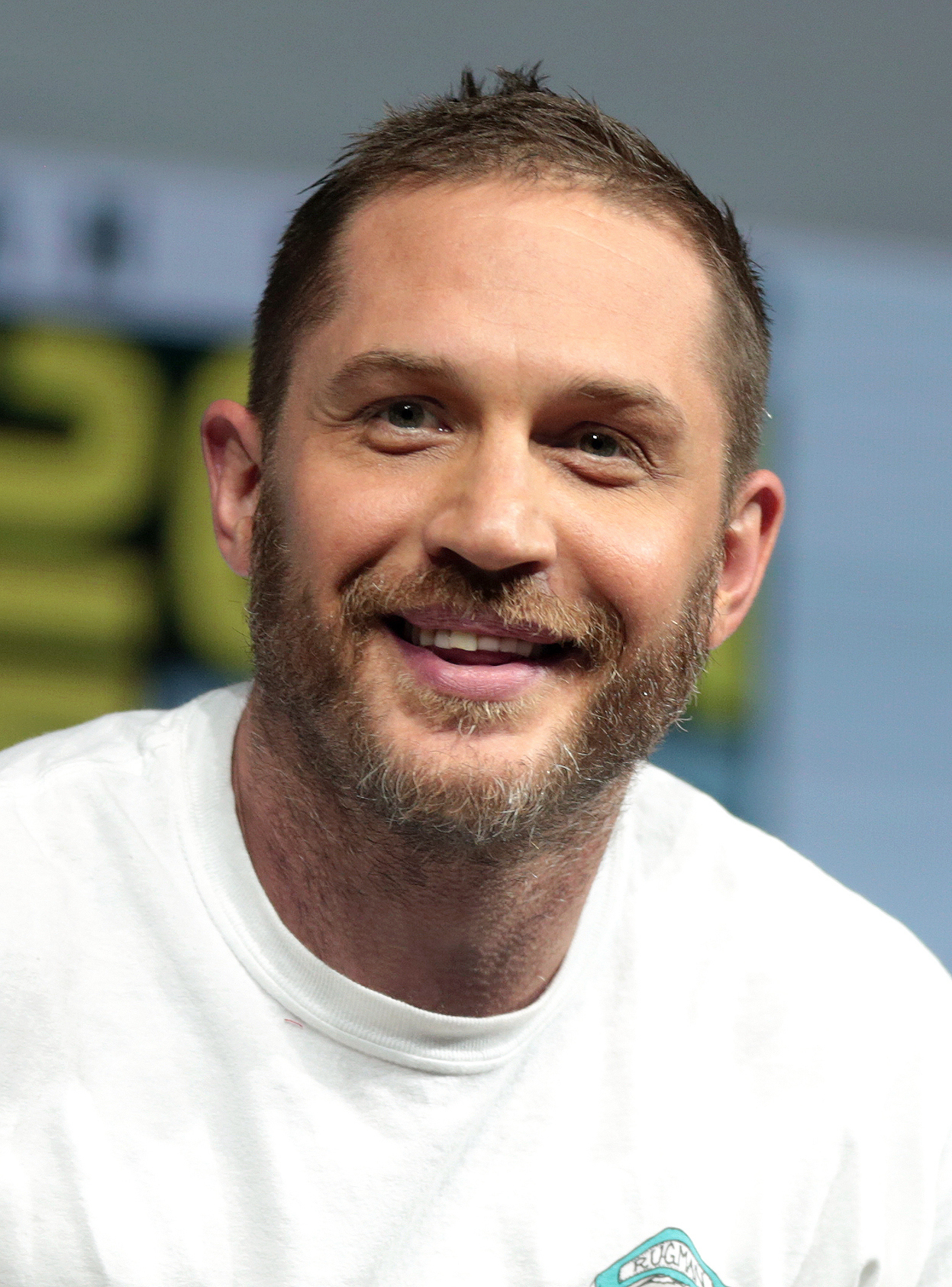
Tom Hardy, hvězda filmů Venom a Venom: Carnage přichází

Novinář Eddie Brock se po skandálu snaží navrátit zpět do původní formy a vyšetřuje z toho důvodu skupinu lidí zvanou Life Foundation. Brock v jejich laboratoři přijde do kontaktu s mimozemským symbiontem, který se s ním spojí a poskytne mu superschopnosti; oba sdílí jedno tělo.
Dlouho vyvíjený projekt o Venomovi byl oživen společností Sony v březnu 2016. Rok na to byli na post scenáristů najati Scott Rosenberg a Jeff Pinkner. V květnu 2017 bylo Sony oznámeno, že si hlavní roli Eddieho Brocka / Venoma zahraje herec Tom Hardy. Režisérem se stal Ruben Fleischer. Později se ke psaní scénáře připojila i Kelly Marcel. Film byl natáčen od října 2017 do ledna 2018 ve městech Atlanta, New York a San Francisco. Venom byl v USA vydán 5. října 2018.
Producenti filmu původně chtěli, aby se příběh odehrával samostatně a nestal se součástí budoucích crossoverů. V potitulkové scéně se však objevila ukázka z filmu Spider-Man: Paralelní světy (2018), která odhalila, že je Venom součástí mnohovesmíru Spider-Verse. Scéna zde byla přidána na přání Sony a producentů Venoma, protože se jim líbila výsledná kvalita filmu Spider-Man: Paralelní světy a možnost propojení hraných a animovaných filmů.

### Venom 2: Carnage přichází(2021)
Eddie Brock se rozhodne udělat rozhovor se sériovým vrahem Cletem Kasadym, jenž se stal hostitelem mimozemského symbionta Carnage. Ten po neúspěšné popravě utíká z vězení.
Woody Harrelson se jako Cletus Kasady / Carnage objevil na konci filmu Venom, aby se vytvořila půda pro možné pokračování. Pokračování bylo potvrzeno v lednu 2019 s tím, že se Hardy navrátí do role Venoma a scénář opět napíše Marcel. Fleischer nemohl projekt režírovat kvůli svým závazkům k filmu Zombieland: Rána jistoty (2019) a na pozici režiséra byl v srpnu 2019 najat Andy Serkis. Film se natáčel v Anglii od listopadu 2019 do únoru 2020, dotáčky se konaly v San Franciscu. Venom: Carnage přichází byl vydán v USA 1. října 2021.
Serkis řekl, že je Venom: Carnage přichází zasazen ve vlastním světe, ve kterém jeho postavy neznají ostatní hrdiny, jako je Spider-Man. Přesto se v něm objevují odkazy na širší Marvel Universe. Je jím například deník Daily Bugle, jenž se objevil ve filmech o Spider-Manovi režiséra Sama Raimiho, přičemž verze organizace (TheDailyBugle.net) ze světa Marvel Cinematic Universe (MCU) se objevila v mezititulkové scéně, ve které si herci Tom Holland a J. K. Simmons zahráli camea ve svých rolích postav Petera Parkera / Spider-Mana a J. Jonaha Jamesona z MCU.

### Morbius(2022)
Morbius, jenž trpí vzácným onemocněním krve, zkouší nebezpečný lék, kvůli kterému je postihnut formou vampírismu.
Po „tajném vývojovém procesu“ v Sony byli Matt Sazama a Burk Sharpless pověřeni sepsáním filmového scénáře založeném na postavě Morbia. V červnu 2018 byl do hlavní role filmu obsazen Jared Leto; na režisérské křeslo usedl Daniel Espinosa. Natáčení začalo na konci února 2019 v Londýně a skončilo v průběhu června. Morbius byl vydán v USA 1. dubna 2022.
Ve filmu si Michael Keaton zahrál roli Adriana Toomese / Vultura, kterou naposledy ztvárnil ve filmu Spider-Man: Homecoming (2017). Morbius mimo jiné obsahuje reference na konec filmu Spider-Man: Daleko od domova (2019), ve kterém je Spider-Man obviněn z Mysteriovi smrti. Navzdory těmto propojením se producenti rozhodli odvyprávět samostatný příběh, jako to udělali u Venoma.

### Madame Web(2024)
Film by měl být v USA vydán 16. února 2024.

### Lovec Kraven(2024)
V srpnu 2018 byl Sony najat Richard Wenk, aby napsal scénář založený na postavě Kraven the Hunter. Art Marcum a Matt Holloway jej do srpna 2020 přepsali. V téže době se objevily zprávy, že by film mohl režírovat J. C. Chandor. Ten byl potvrzen jako režisér v květnu 2021 společně s Aaronem Taylor-Johnsonem, jenž byl obsazen do hlavní role. Lovec Kraven byl v USA vydán 13. prosince 2024.

### Projekty
Společnost Sony  mimo jiné vyvíjí několik dalších filmových projektů:
- Jackpot[56]
- film o Mysteriovi[57]
- Nightwatch[58][59][60][61]
- The Sinister Six[62]
- zatím nepojmenovaný projekt Roberta Orciho[63]
- zatím nepojmenovaný projekt Olivie Wildové[64]
- El Muerto[65]

## Televizní seriály
| Český název   | Původní název | Řada | Dílů          | Datum vysílání/vydání v USA | Datum vysílání/vydání v USA | Showrunner   | Autor       | Stav      |
| Český název   | Původní název | Řada | Dílů          | První díl                   | Poslední díl                | Showrunner   | Autor       | Stav      |
| ------------- | ------------- | ---- | ------------- | --------------------------- | --------------------------- | ------------ | ----------- | --------- |
| bude oznámeno | Silk          | 1    | bude oznámeno | bude oznámeno               | bude oznámeno               | Tom Spezialy | Lauren Moon | ve vývoji |

### Silk
Na konci června 2018 začalo Sony a Amy Pascalová vyvíjet film o postavě Cindy Moon / Silk, kterou v Marvel Cinematic Universe ztvrnáila Tiffany Espensen a která by se lišila od své verze v animovaném filmu Spider-Women. Na konci roku 2019 se rozhodlo, že Silk je dobrou kandidátkou pro ztvárnění na televizních obrazovkách; začal tak vývoj seriálu, na kterém Pascalová zůstala pracovat jako producentka. Tvůrkyní a autorkou scénáře je Lauren Moonová, výkonným producentem a showrunnerem pak Tom Spezialy.

### Projekty
Společnost Sony vyvíjí několik dalších televizních projektů:
- zatím nepojmenovaný seriál o Silver Sable a Black Cat[71]

## Postavy a obsazení
| Postava                                                | Venom                                           | Venom 2: Carnage přichází                       | Morbius                                         | Lovec Kraven                                    |
| Postavy představené v Marvel Cinematic Universe        | Postavy představené v Marvel Cinematic Universe | Postavy představené v Marvel Cinematic Universe | Postavy představené v Marvel Cinematic Universe | Postavy představené v Marvel Cinematic Universe |
| ------------------------------------------------------ | ----------------------------------------------- | ----------------------------------------------- | ----------------------------------------------- | ----------------------------------------------- |
| J. Jonah Jameson                                       | Does not appear                                 | J. K. Simmons                                   | Does not appear                                 | Does not appear                                 |
| Peter Parker Spider-Man                                | Does not appear                                 | Tom Holland                                     | Does not appear                                 | Does not appear                                 |
| Adrian Toomes Vulture                                  | Does not appear                                 | Does not appear                                 | Michael Keaton                                  | Does not appear                                 |
| Postavy představené ve filmu Venom                     |                                                 |                                                 |                                                 |                                                 |
| Eddie Brock Venom                                      | Tom Hardy                                       | Tom Hardy                                       | Does not appear                                 | Does not appear                                 |
| Mrs. Chen                                              | Peggy Lu                                        | Peggy Lu                                        | Does not appear                                 | Does not appear                                 |
| Carlton Drake Riot                                     | Riz Ahmed                                       | Does not appear                                 | Does not appear                                 | Does not appear                                 |
| Cletus Kasady Carnage                                  | Woody Harrelson                                 | Woody HarrelsonJack Bandeira                    | Does not appear                                 | Does not appear                                 |
| Dan Lewis                                              | Reid Scott                                      | Reid Scott                                      | Does not appear                                 | Does not appear                                 |
| Dora Skirth                                            | Jenny Slate                                     | Does not appear                                 | Does not appear                                 | Does not appear                                 |
| Roland Treece                                          | Scott Haze                                      | Does not appear                                 | Does not appear                                 | Does not appear                                 |
| Anne Weying                                            | Michelle Williamsová                            | Michelle Williamsová                            | Does not appear                                 | Does not appear                                 |
| Postavy představené ve filmu Venom 2: Carnage přichází |                                                 |                                                 |                                                 |                                                 |
| Frances Barrison Shriek                                | Does not appear                                 | Naomie HarrisOlumide Olorunfemi                 | Does not appear                                 | Does not appear                                 |
| Mulligan                                               | Does not appear                                 | Stephen GrahamSean Delaney                      | Does not appear                                 | Does not appear                                 |
| Postavy představené ve filmu Morbius                   |                                                 |                                                 |                                                 |                                                 |
| Martine Bancroft                                       | Does not appear                                 | Does not appear                                 | Adria Arjona                                    | Does not appear                                 |
| Michael Morbius                                        | Does not appear                                 | Does not appear                                 | Jared Leto                                      | Does not appear                                 |
| Milo Morbius                                           | Does not appear                                 | Does not appear                                 | Matt SmithJoseph Esson                          | Does not appear                                 |
| Nicholas Morbius                                       | Does not appear                                 | Does not appear                                 | Jared Harris                                    | Does not appear                                 |
| Alberto Rodriguez                                      | Does not appear                                 | Does not appear                                 | Al Madrigal                                     | Does not appear                                 |
| Simon Stroud                                           | Does not appear                                 | Does not appear                                 | Tyrese Gibson                                   | Does not appear                                 |
| Postavy představené ve filmu Lovec Kraven              |                                                 |                                                 |                                                 |                                                 |
| Sergei Kravinoff Kraven the Hunter                     | Does not appear                                 | Does not appear                                 | Does not appear                                 | Aaron Taylor-Johnson                            |

Vysvětlivky
1. 1 2  Postava nebyla uvedena v závěrečných titulcích.
2. 1 2 3  Postava se objevila jako cameo.
3. 1 2 3 4  Mladší verze postavy.

## Přijetí

### Tržby
| Film                      | Tržby (USD)     | Tržby (USD)   | Tržby (USD)   | Rozpočet (USD) | Zdroj  |
| Film                      | Severní Amerika | Ostatní státy | Celosvětově   | Rozpočet (USD) | Zdroj  |
| ------------------------- | --------------- | ------------- | ------------- | -------------- | ------ |
| Venom                     | 213 515 506     | 642 569 645   | 856 085 151   | 100 milionů    | [ 87 ] |
| Venom 2: Carnage přichází | 213 550 366     | 288 500 000   | 502 050 366   | 110 milionů    | [ 88 ] |
| Morbius                   | 66 208 479      | 81 300 000    | 147 508 479   | 75 milionů     | [ 89 ] |
| Celkem                    | 493 274 351     | 1 012 369 645 | 1 505 643 996 | 285 milionů    |        |

### Kritika
| Film                                              | Rotten Tomatoes    | Metacritic          | CinemaScore |
| ------------------------------------------------- | ------------------ | ------------------- | ----------- |
| Venom                                             | 30 % (362 recenzí) | 35/100 (46 recenzí) | B+          |
| Venom 2: Carnage přichází                         | 59 % (268 recenzí) | 49/100 (48 recenzí) | B+          |
| Morbius                                           | 16 % (241 recenzí) | 35/100 (54 recenzí) | C+          |
| Tabulka byla aktualizována ke dni 21. dubna 2022. |                    |                     |             |

## Doprovodné materiály
Dne 14. září 2018 vydala společnost Marvel doprovodný komiks k filmu Venom v digitální verzi, v tištěné podobě jej nabízela těm osobám, které si předplatily filmové lístky od řetězce AMC Theatres. Komiks slouží jako prequel a teaser filmu; jeho příběh vypráví o původu symbionta. Napsal jej Sean Ryan a nakreslil Szymon Kudranski, obálku navrhl SKAN.